# ルハンシクテプロヴォーズ
ルハンシクテプロヴォーズ（ウクライナ語: Луганськтепловоз）は、ウクライナ・ルハーンシク州ルハーンシクに存在する機械製造企業。2016年まで鉄道車両などの生産を行っていた。かつてはハルトマン工場（1896年 - 1922年）、ルハンスク蒸気機関車工場（1922年 - 1956年）、ルハンスクディーゼル機関車工場（1956年 - 1970年）、ヴォロシロフグラードディーゼル機関車工場（1970年 - 1992年）と言う名称だった。

## 歴史

### "蒸気機関車工場"時代
ルハンシクテプロヴォーズの前身となるハルトマン工場（ルハンスク蒸気機関車工場）は、実業家のグスタフ・ハルトマンによって1896年に設立された。同年から1900年まで工場の建設が行われた後、最初の車両となるOD形蒸気機関車の製造が始まった。それ以降は高い生産能力や規模を活かし、ロシア帝国を代表する鉄道車両工場として多数の蒸気機関車の製造を実施した。
ロシア・ソビエト連邦社会主義共和国の樹立に伴い、1918年に工場の国有化が実施され、ロシア革命の最中には赤軍向けの装甲列車や機関銃の生産が優先された。ソビエト連邦成立後は蒸気機関車の生産が再開され、1928年以降は大規模な工場の再編が行われた。1933年に完成した時点で、ルハンスク蒸気機関車工場の規模はヨーロッパ1位、世界でも2位に膨れ上がった。また工場内には社会インフラも整備されており、住宅地や診療所は勿論、保育園や幼稚園、文化会館、更に750人収容の"十月劇場"と呼ばれる劇場も設置されていた。
第二次世界大戦勃発後は装甲列車を始めとする軍用製品の生産が優先され、上記のインフラ施設も閉鎖された。ルハンスクがドイツ軍によって占拠された際工場は破壊され、被害総額は2億7,200万ルーブルにものぼった。それでもドイツ軍撤退後の1943年から工場労働者たちにより復旧が進められ、終戦後の1945年10月から蒸気機関車の生産が再開された。

### "ディーゼル機関車工場"時代
1956年、ハリコフ機関車工場が設計したTE3形ディーゼル機関車の製造を行うようになり、同年10月に工場の名前がルハンスクディーゼル機関車工場へ変更された。それに伴い工場の生産ラインや技術的構造、組織などがディーゼル機関車の設計・製造に適した形へ改められた一方、同年をもって12,000両以上が作られてきた蒸気機関車の製造は終了した。
名称変更当初はTE3形の生産と並行し本線向けの液体式ディーゼル機関車を多数試作したが、1961年の2TE10L形以降は電気式ディーゼル機関車の生産が主流となった。特に1965年以降製造が行われたM62形は当初ハンガリー向けに製造されたが、以降はソビエト連邦、キューバ、東ドイツ、チェコスロバキア、モンゴルなど東側諸国へ長期に渡り大量生産が行われた。また2TE10形以上の馬力を持つ2TE116形についても、機器の改良や車体デザインの変更などを経て2016年まで製造が続けられた。これらを含め、ソ連運輸通信省（ソ連国鉄）が所有していたディーゼル機関車のうち実に95％がルハンスクディーゼル機関車工場（ヴォロシロフグラードディーゼル機関車工場）製の車両であった。

### "ルハンシクテプロヴォーズ"時代
1991年のソビエト連邦の崩壊後、所在地がウクライナの領地となった工場は、鉄道車両製造工場から転車台、鉱山用の機器、農業機械、産業用ロボットなど様々な機械を手掛ける機械製造工場への再編が行われた。更に1995年9月には国家持株会社として工場を所有するルハンシクテプロヴォーズが設立された。鉄道車両についてもソ連時代から生産が続いたディーゼル機関車に加え、電気機関車や電車、気動車、路面電車の製造も行われるようになった。
2006年3月、ウクライナ政府の州財産基金は持株のうち76％を売却し民営化する事を承認し、翌2007年に競争入札の結果ロシアのトランスマッシュホールディングの子会社であるブリャンスク機械製造工場へ2億9,250万フリヴニャへ売却された。しかし、入札時にウクライナ企業が排除されるなどの問題点が指摘され、2008年に最高裁判所の判決により上記の入札の結果は取り消された。だが再度行われた入札の末、結局2010年にブリャンスク機械製造工場が株を購入し、ルハシクテプロヴォーズはトランスマッシュホールディングの傘下企業となった。
なお、2009年には品質マネジメントシステム規格であるISO 9001を所得している。

### 操業停止
2014年ウクライナ騒乱の中で、ルハーンシク州はロシア連邦への編入を求める派閥が実効支配しルガンスク人民共和国として独立宣言を発表するなど大きな混乱に巻き込まれた。その中でルハンシクテプロヴォーズも海外からの部品輸入が困難になった他、砲撃を受けるなど大きな被害を受けた。電力の回復と共に生産活動は再開したが、部品の納入や完成品の輸出が困難な状況は続いた結果、2015年3月上旬に工場の操業が停止した。
ただし機関車の製造はそれ以降も僅かながら続けられ、部品調達が困難な中で2016年までロシア連邦向けのディーゼル機関車の生産が行われた。最後の車両となったロシア鉄道向けの2TE116U-0339が完成したのは同年3月である。

## 主要製品

### 蒸気機関車
- OD形（ロシア語版）[2]
- N形（ロシア語版）
- Uh形（ロシア語版）[2]
- S形（ロシア語版）[2]
- FD形[2]
- IS形（ロシア語版）
- SO形（ロシア語版）[2]

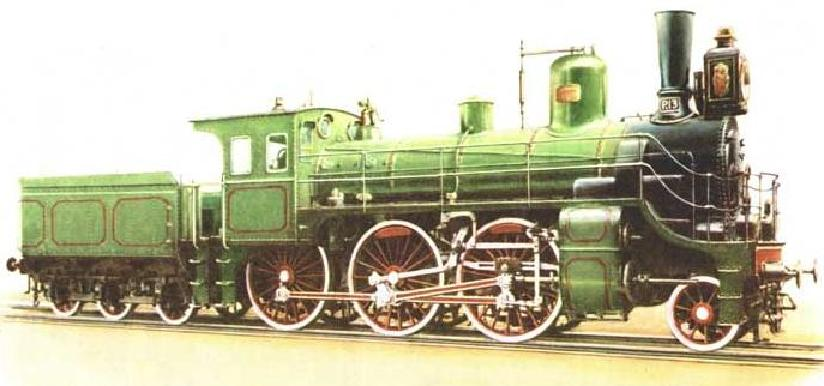
N形
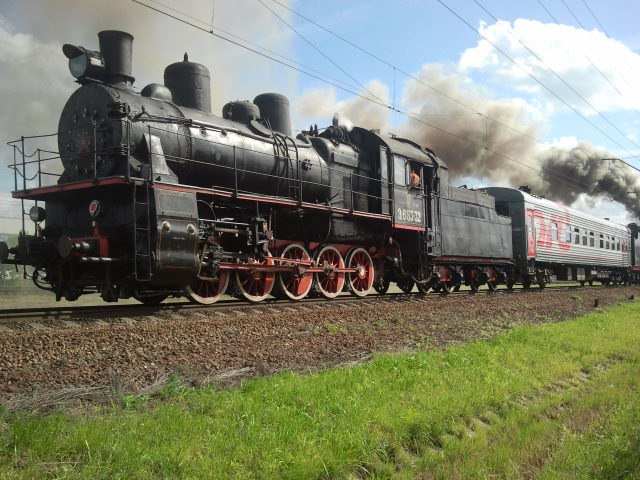
Uh形
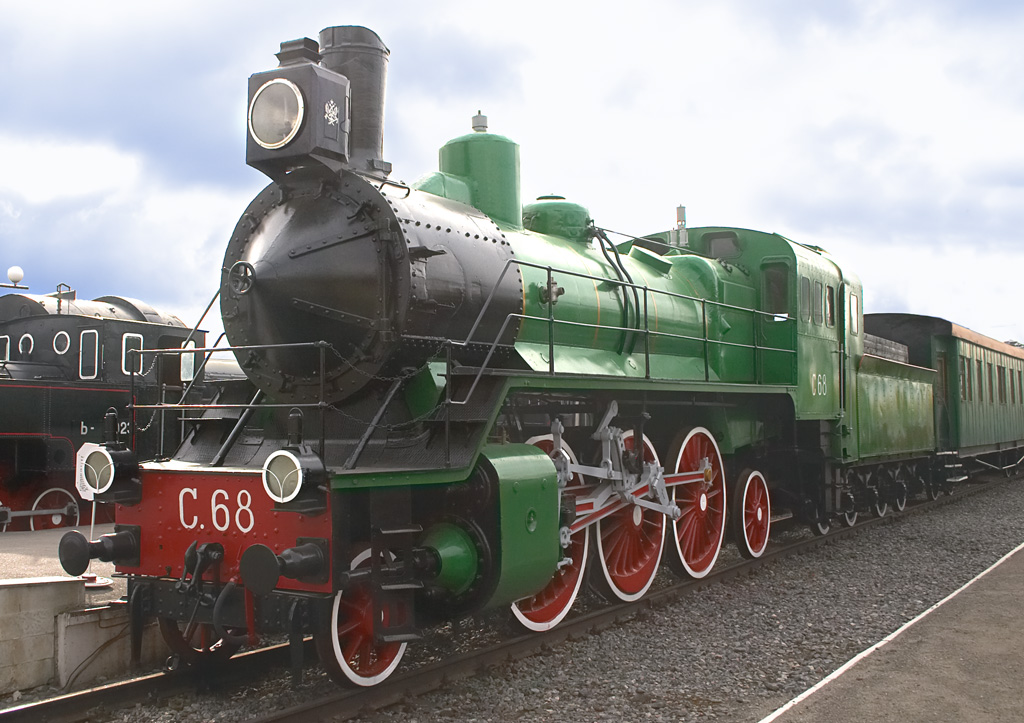
S形
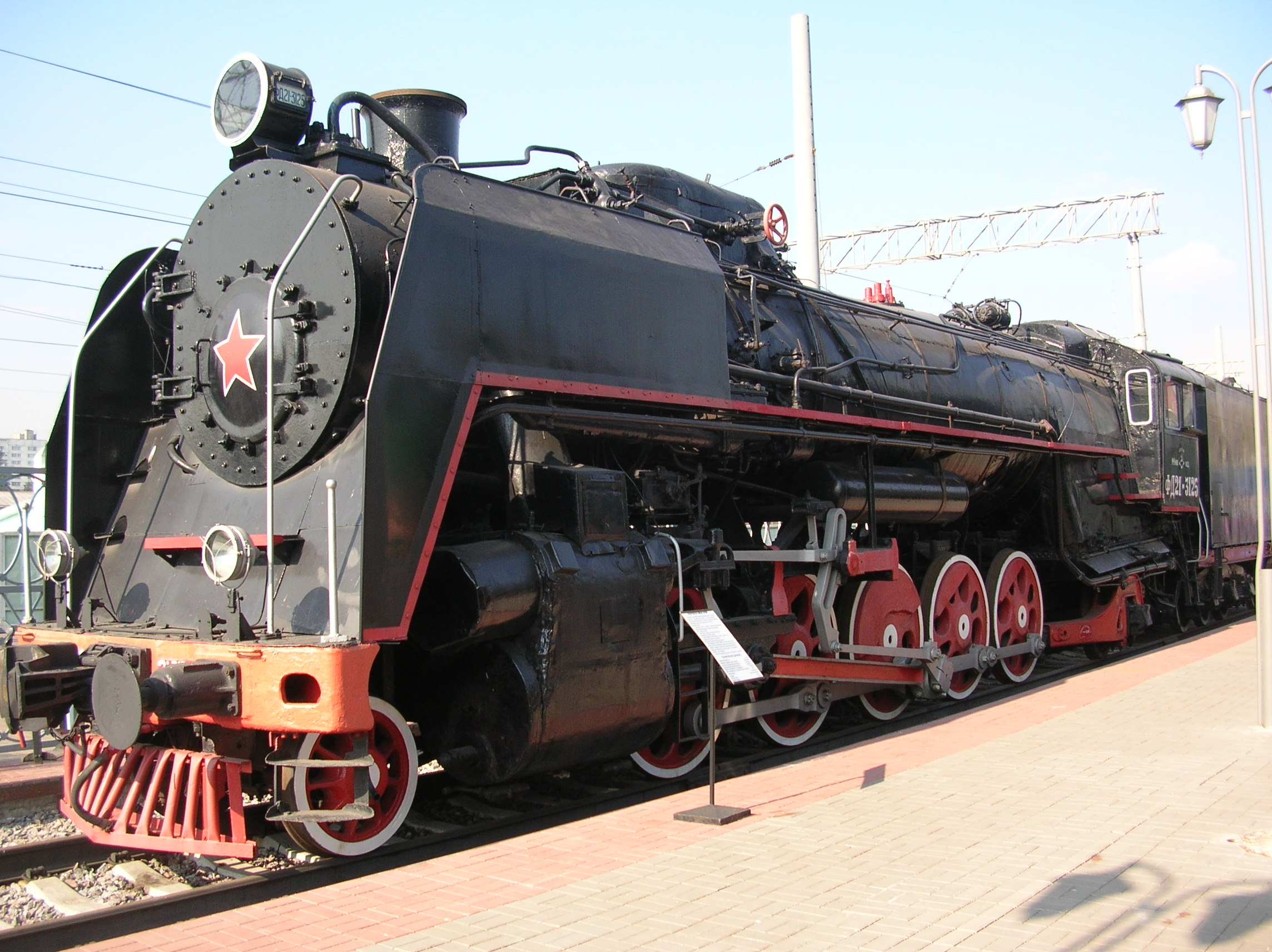
FD形
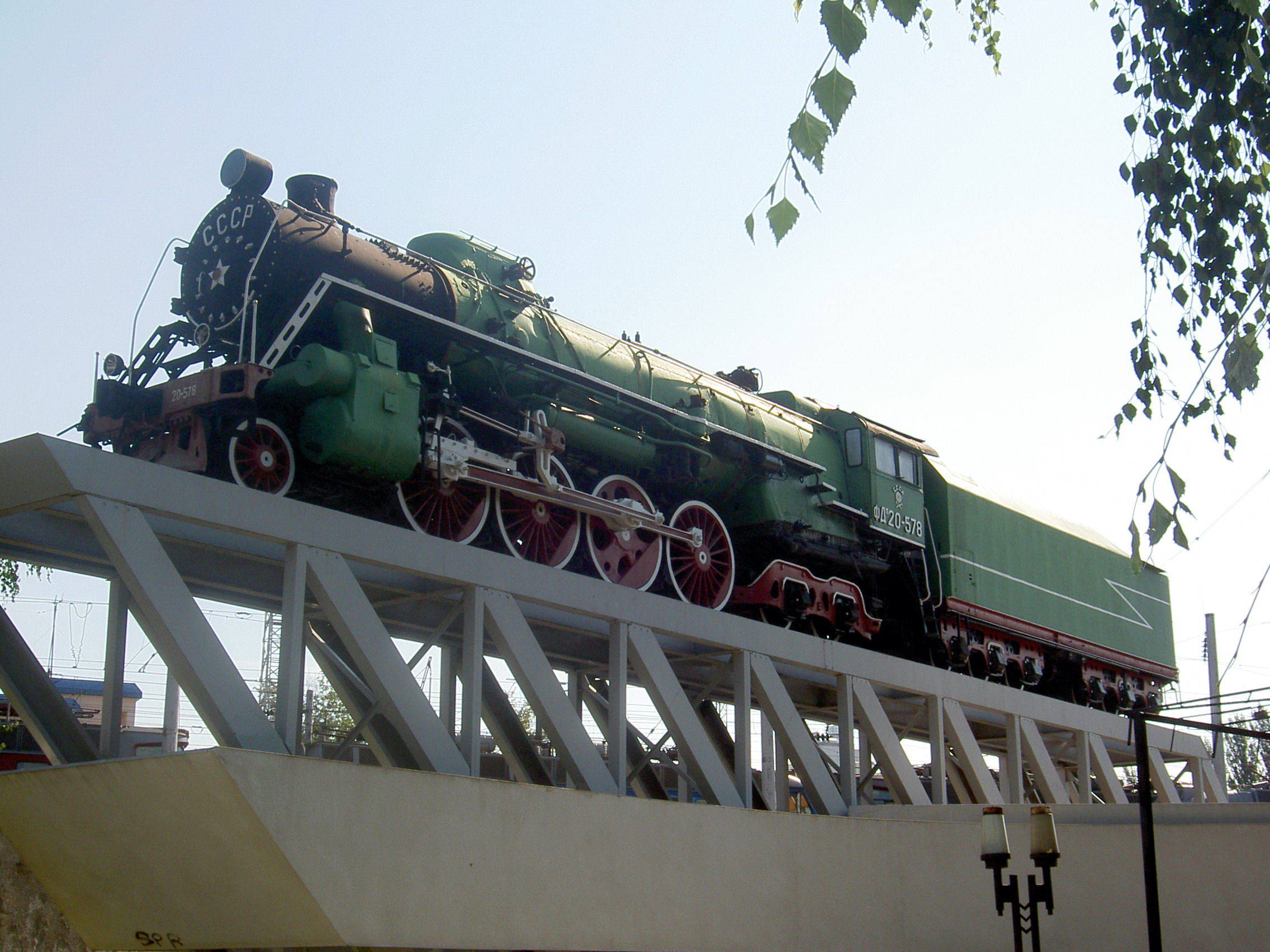
IS形
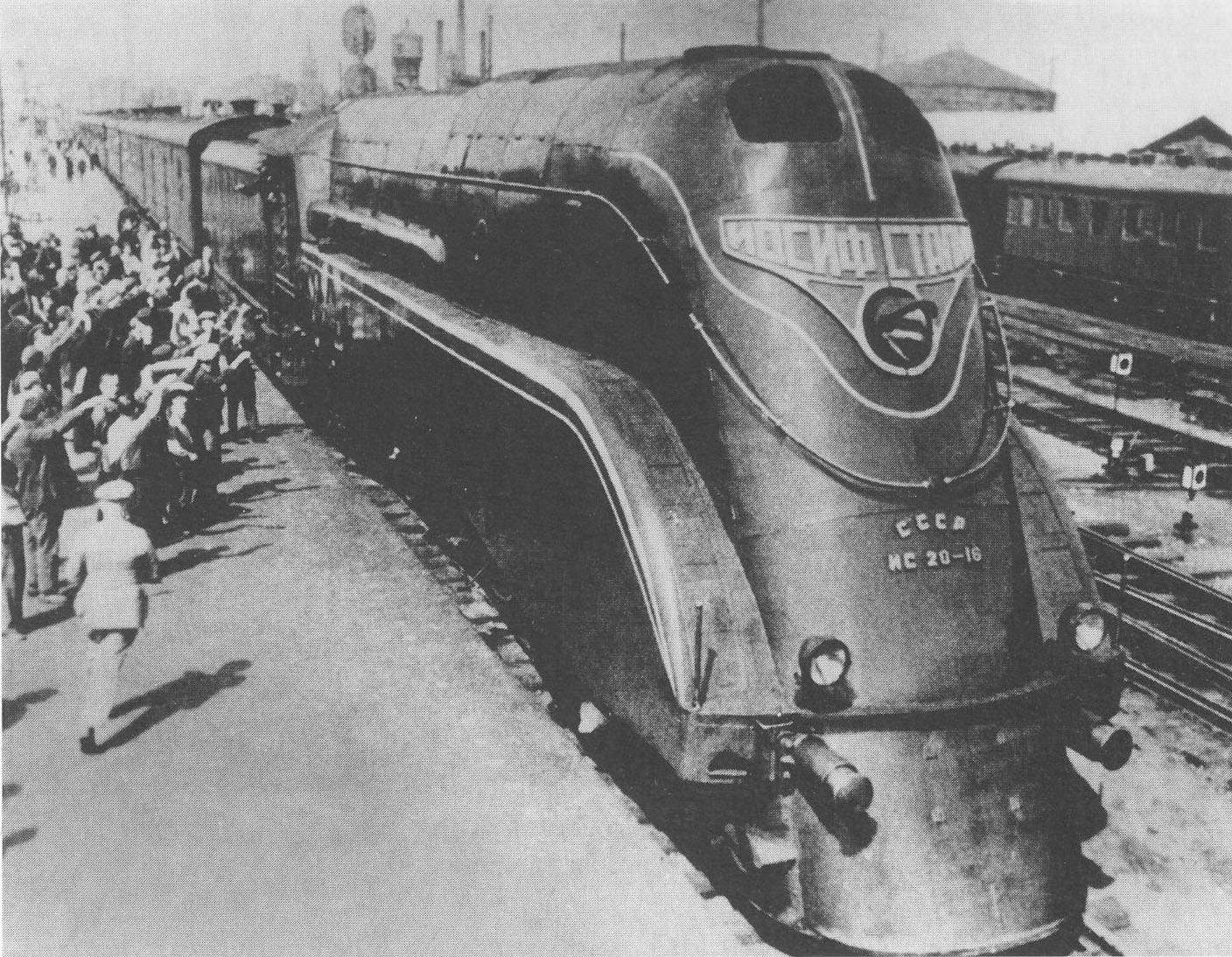
IS20-16（流線形車体）

### ディーゼル機関車

#### 液体式

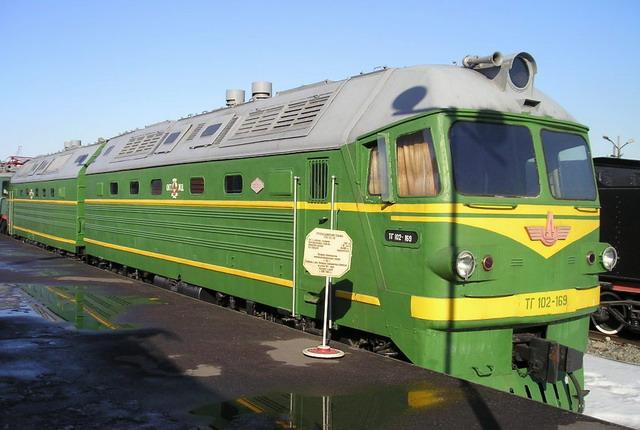
TG100形（ロシア語版）
- TG102形（ロシア語版）[8]
- TG105形（ロシア語版）[8]
- TG106形（ロシア語版）[8]
- TGM2形（ロシア語版）

- TG102形

#### 電気式

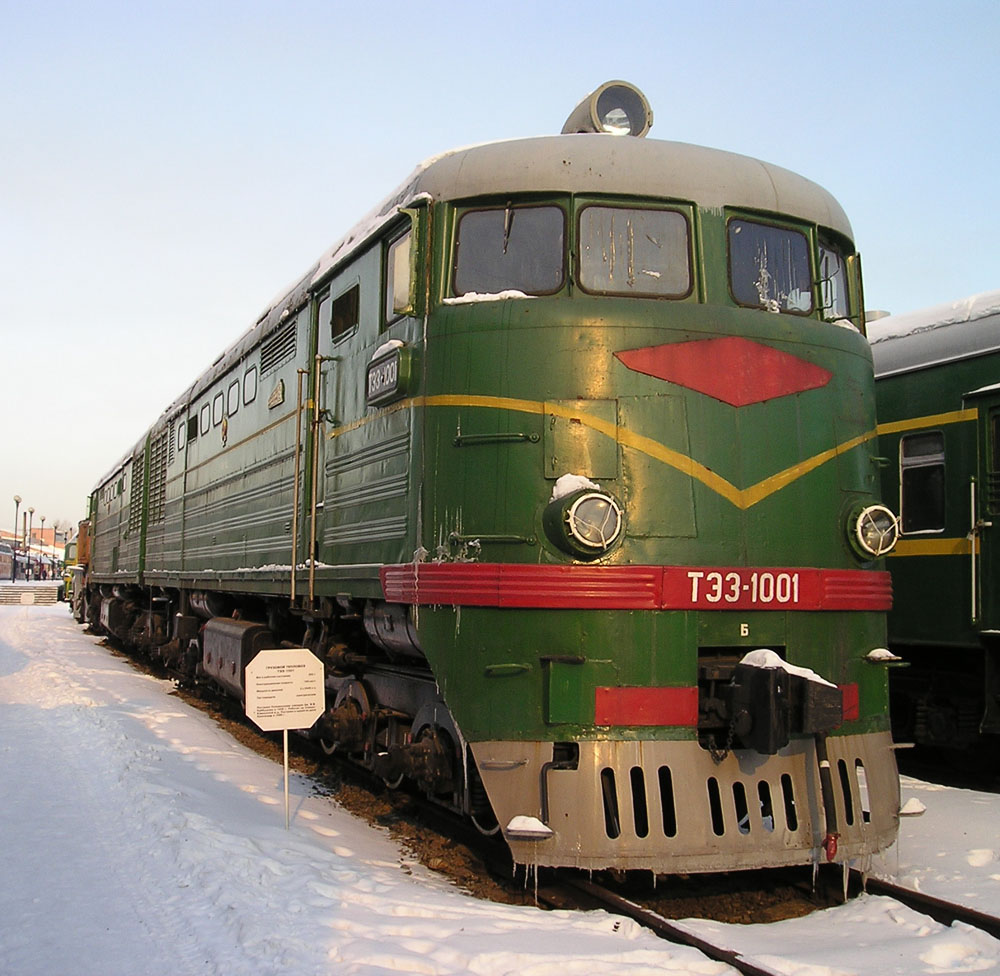
TE3形[注釈 2]
- TE7形
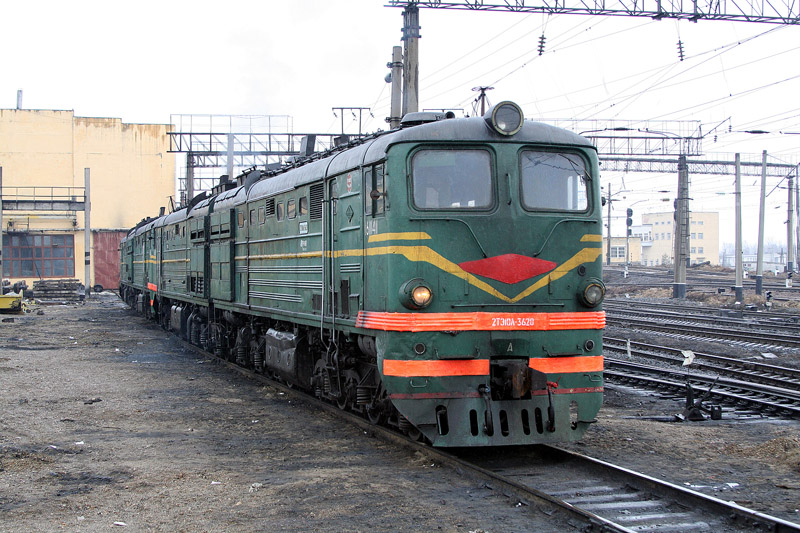
2TE10L形
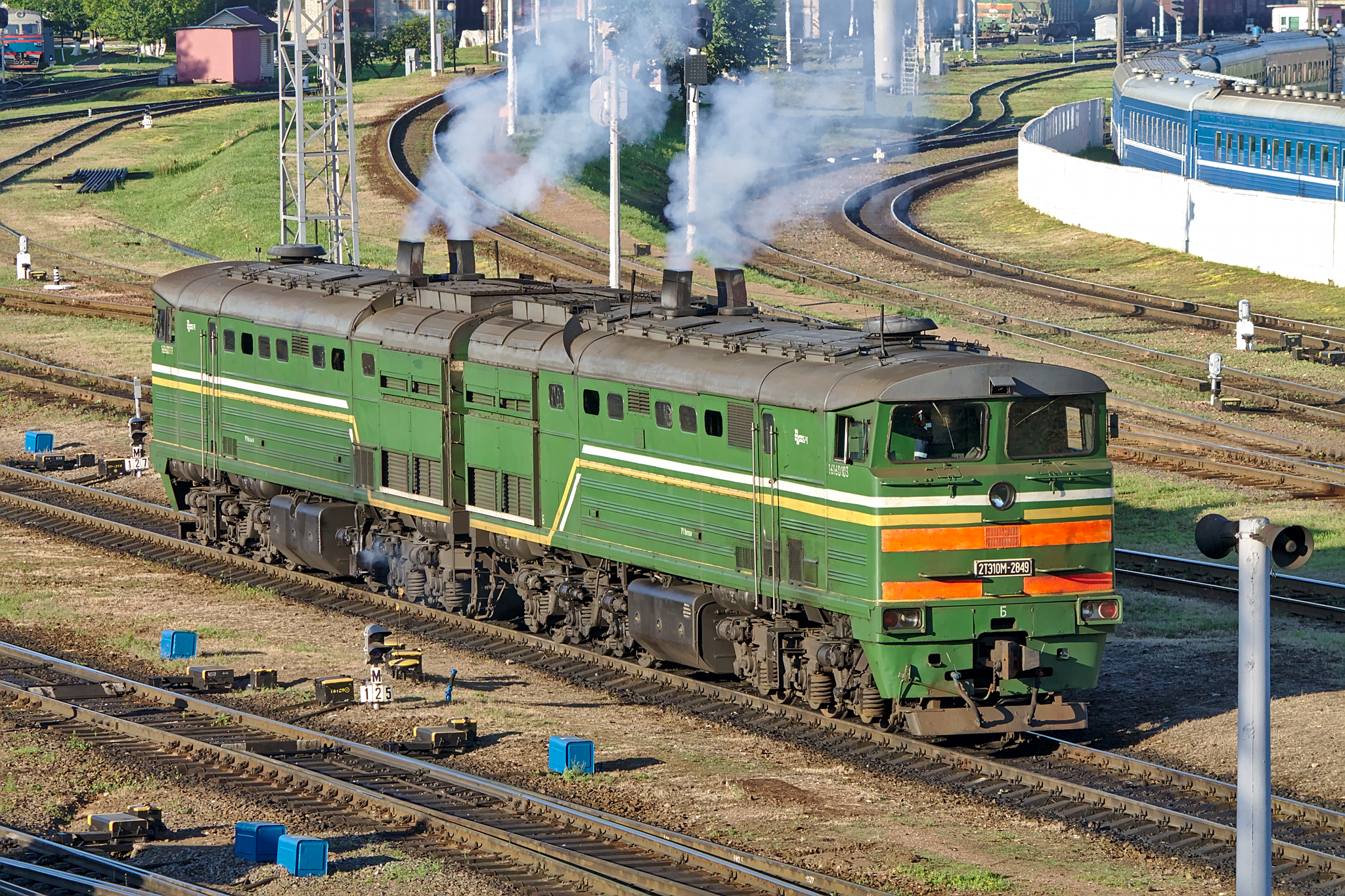
2TE10V形
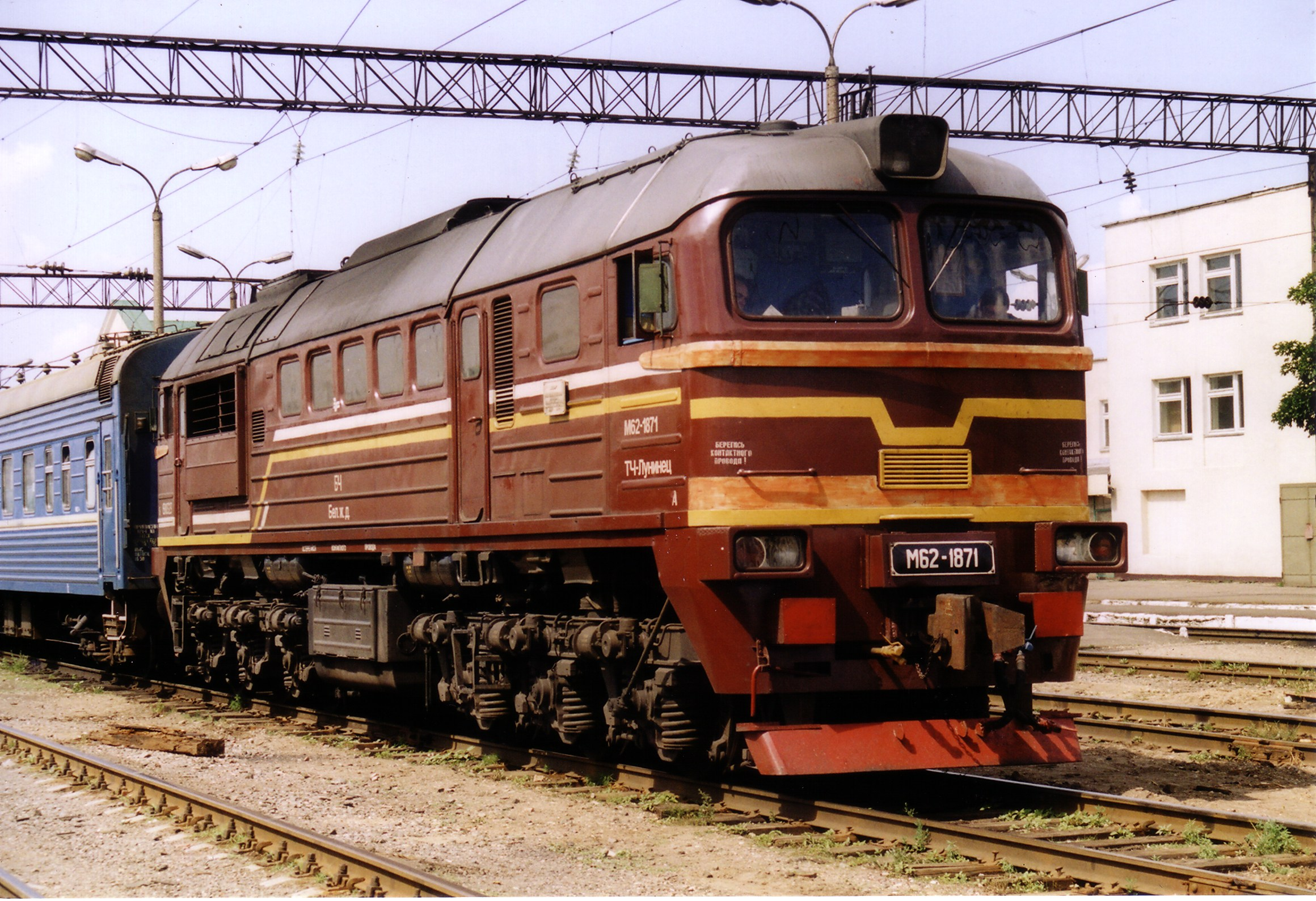
2TE10M形
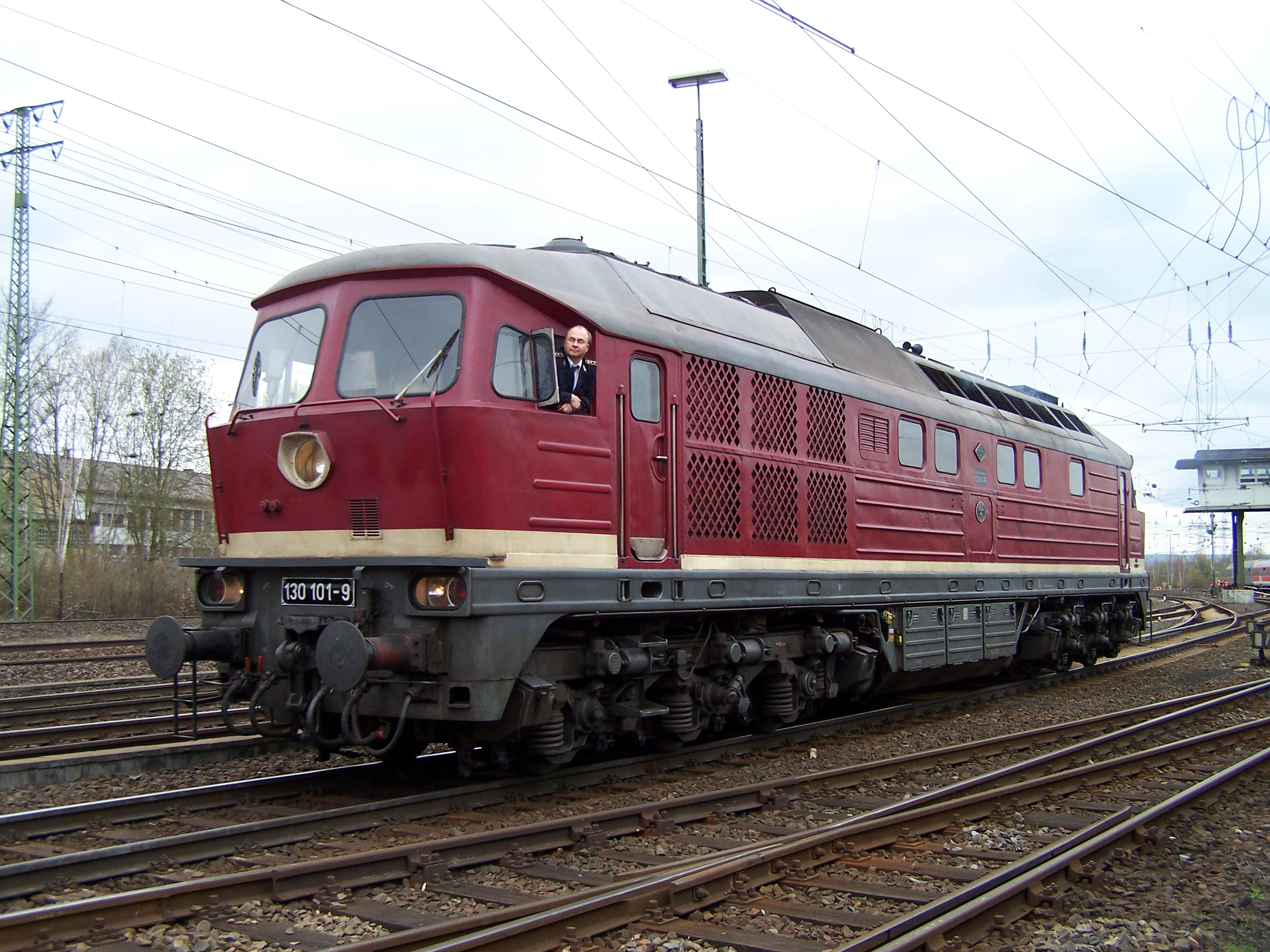
2TE10U形
- M62形
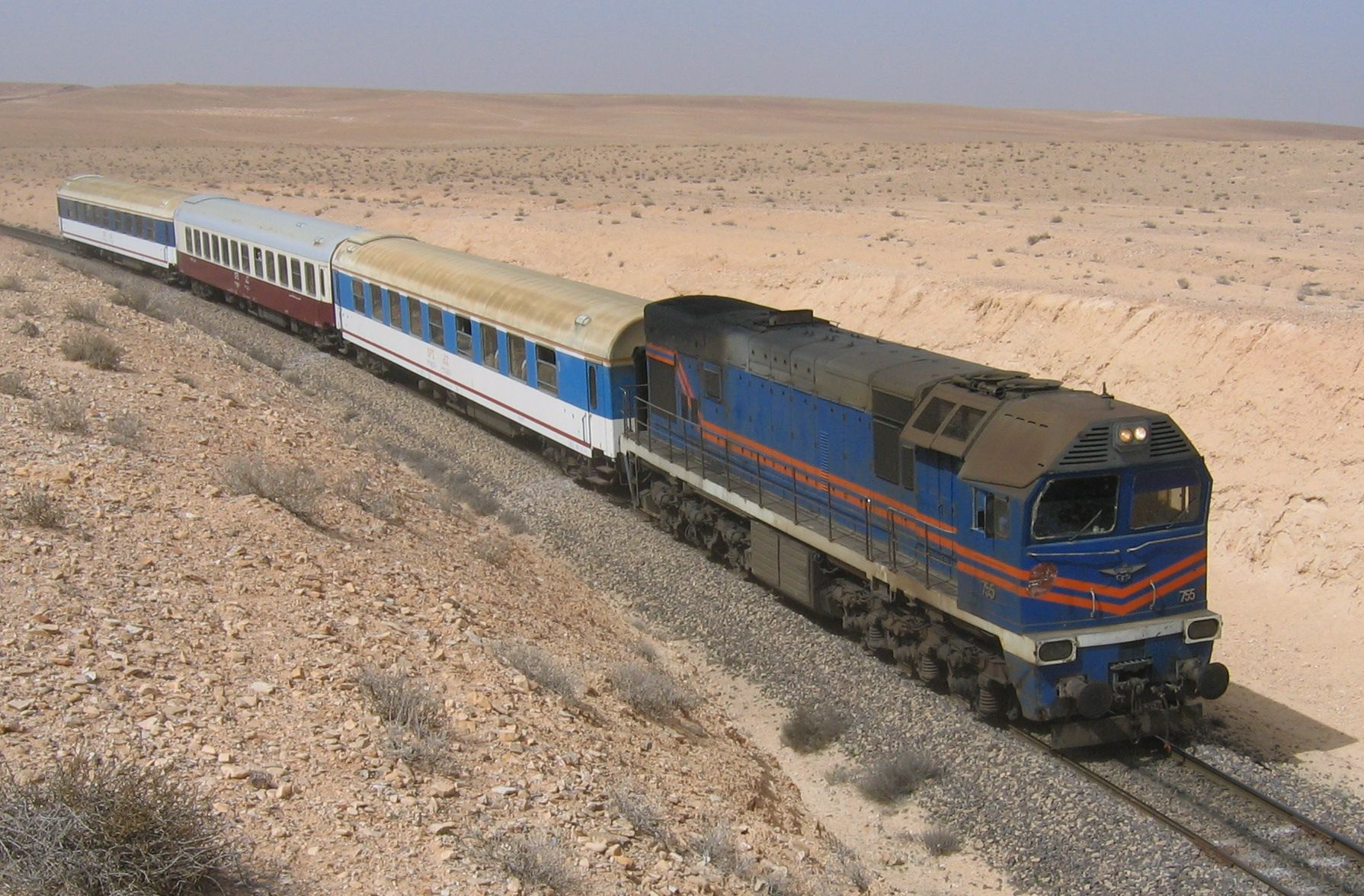
TE109形（東ドイツ国鉄130形）（ドイツ語版）
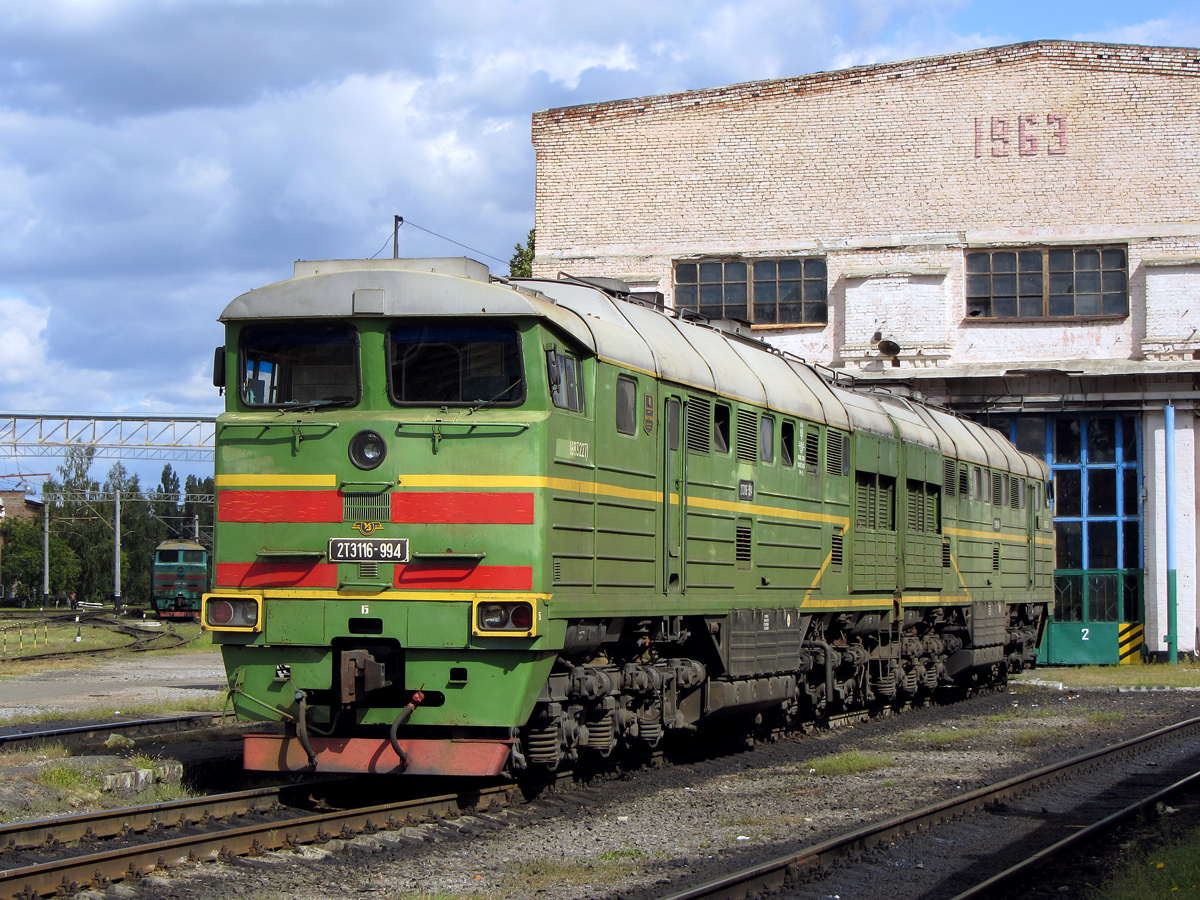
TE114形（ロシア語版）
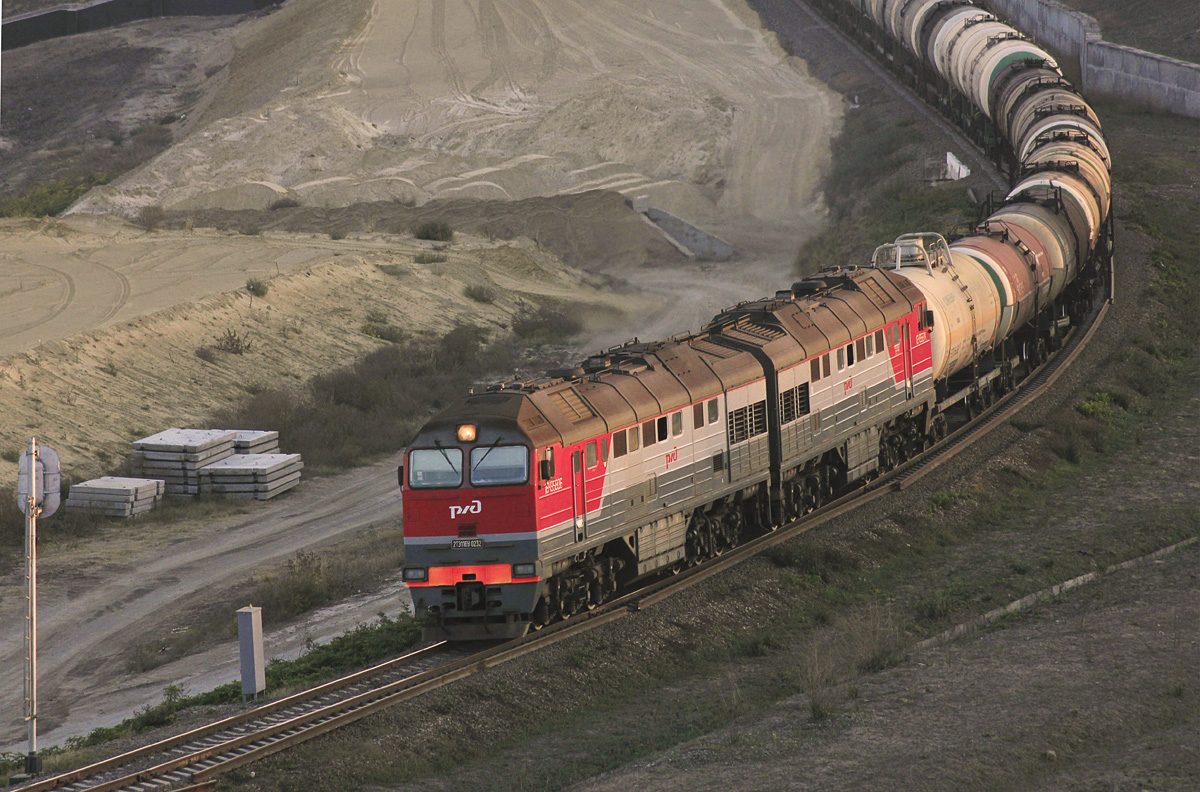
TE114I形
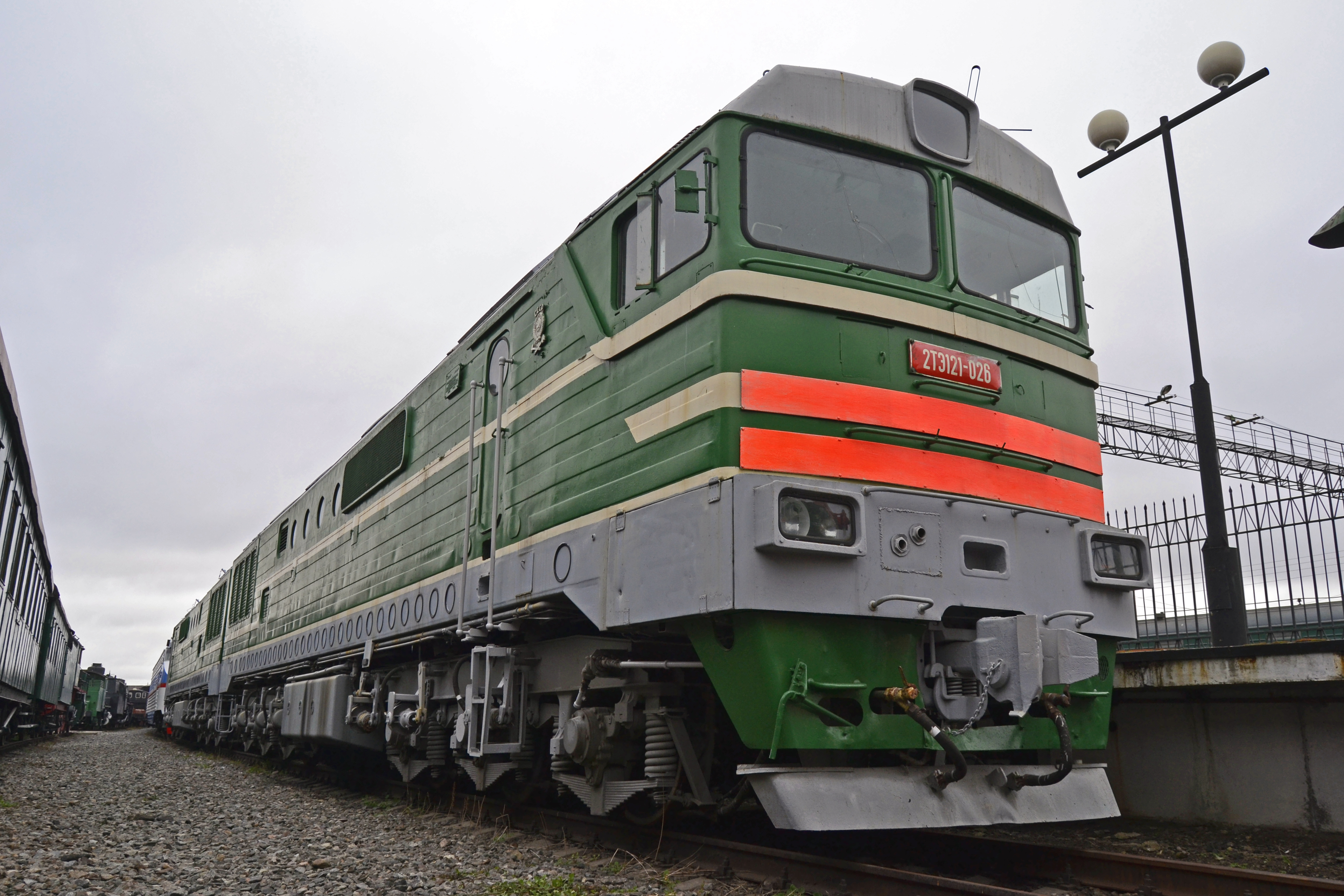
2TE116形
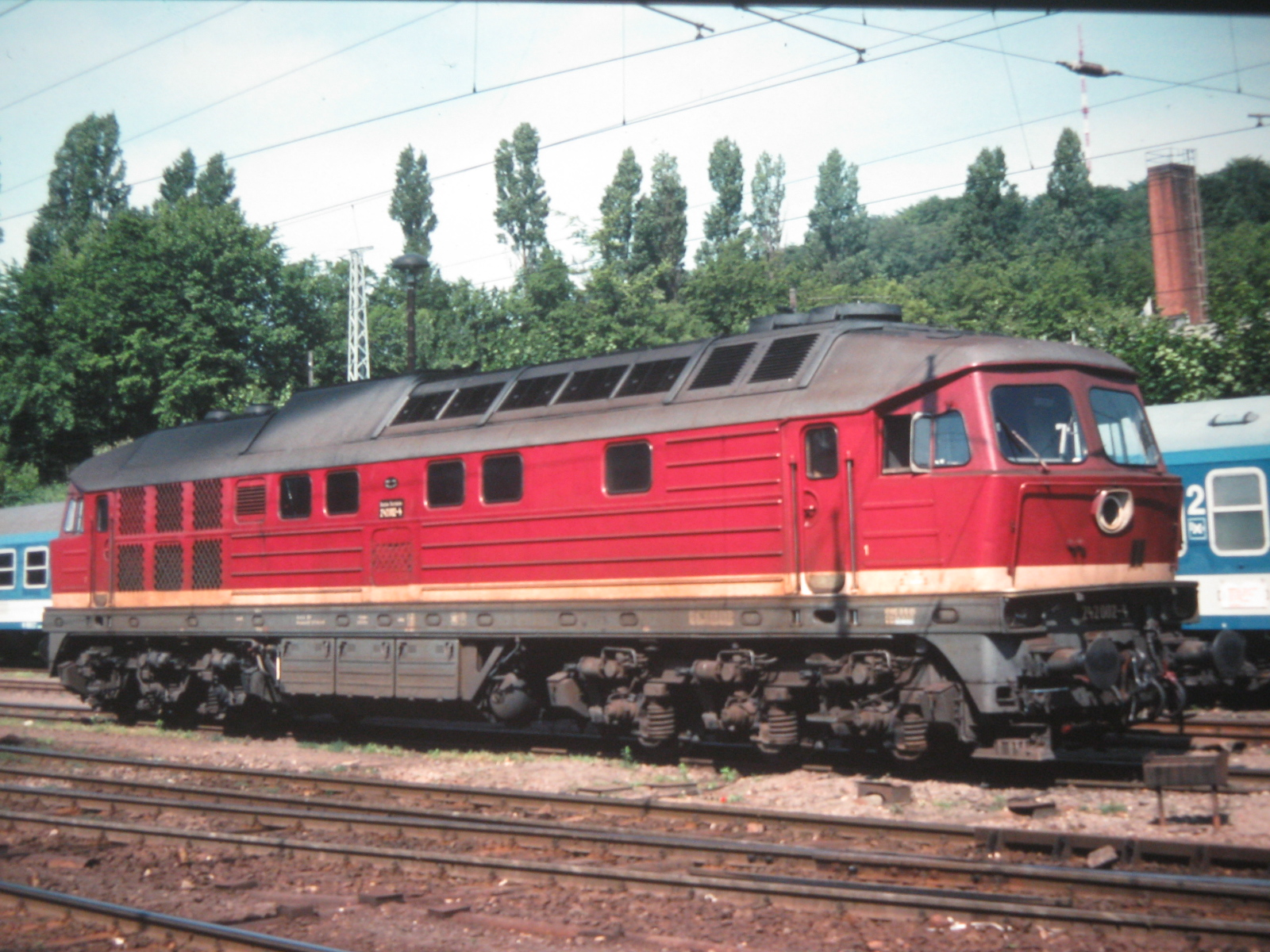
2TE116U形
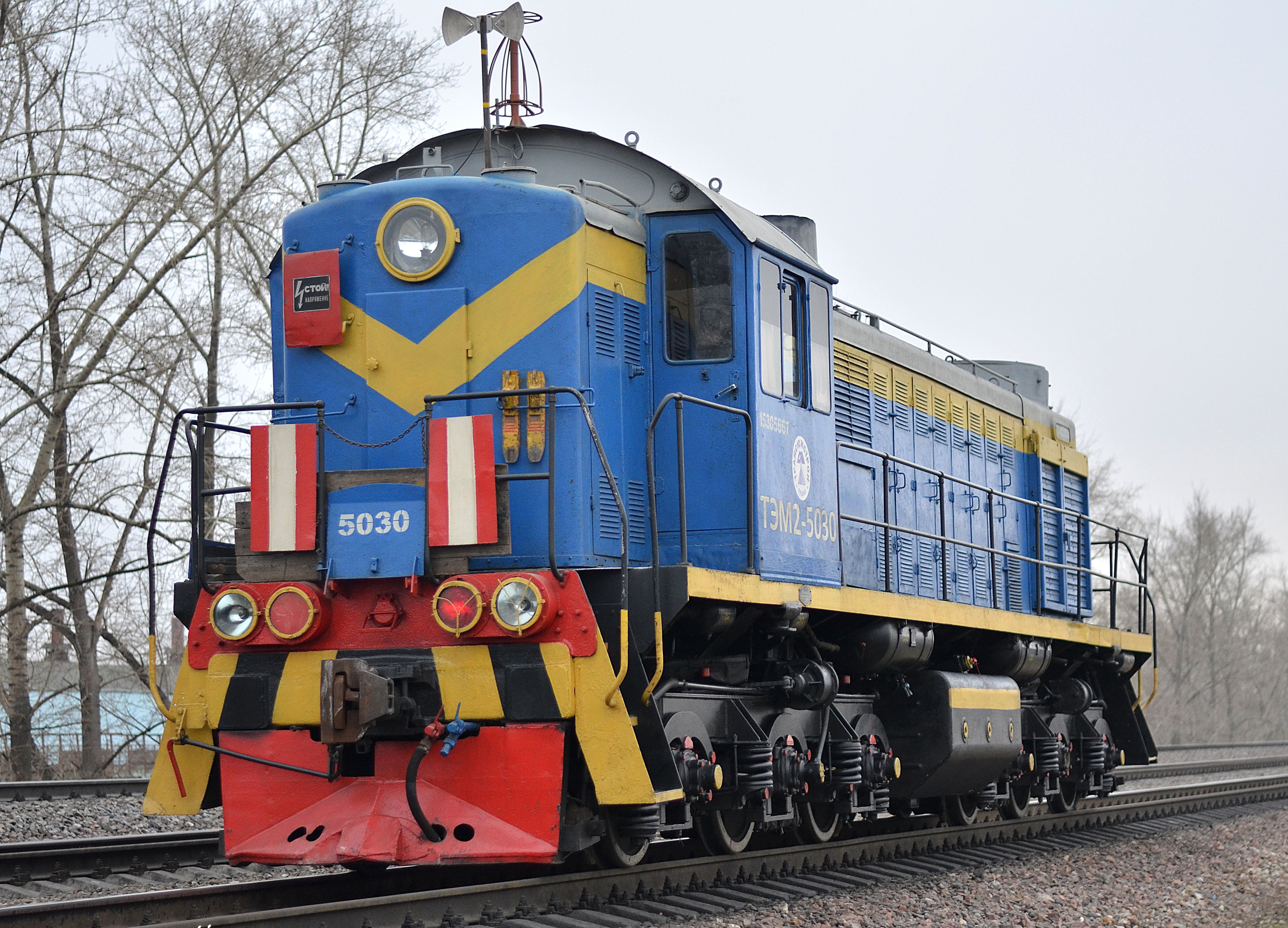
2TE121形
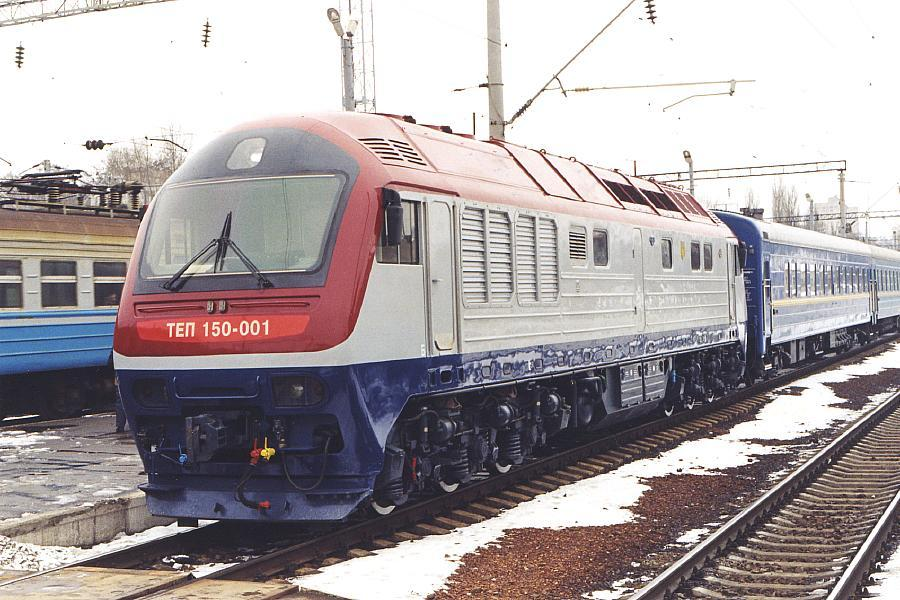
TE125形（ロシア語版）
- 2TE126形（ロシア語版）
- TE127形（ロシア語版）
- TE129形（東ドイツ国鉄142形）（ロシア語版）
- 4TE130形（ロシア語版）
- TE136形（ロシア語版）
- 2TE136形（ロシア語版）
- 2TE137形（ロシア語版）
- TEM2形[注釈 3]
- TEM103形（ロシア語版）[18]
- TEP150形（ロシア語版）[19]

- TE3形
- 2TE10L形
- 2TE10M形
- M62形
- TE109形
- TE114S形
- 2TE116形
- 2TE116U形
- 2TE121形
- TE129形
- TEM2形
- TEP150形

### 電気機関車
- 2EL4形直流電気機関車（ロシア語版）[20]
- 2EL5形交流電気機関車（ロシア語版）[21]

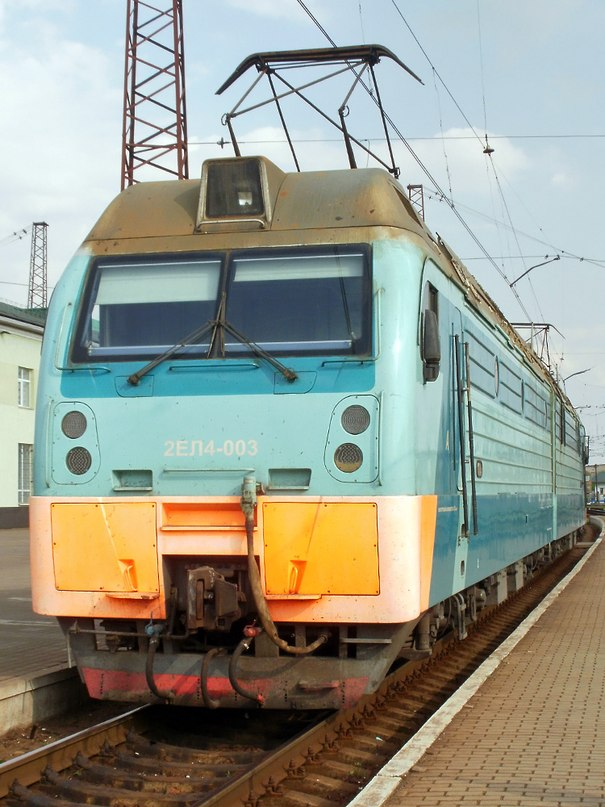
2EL4形
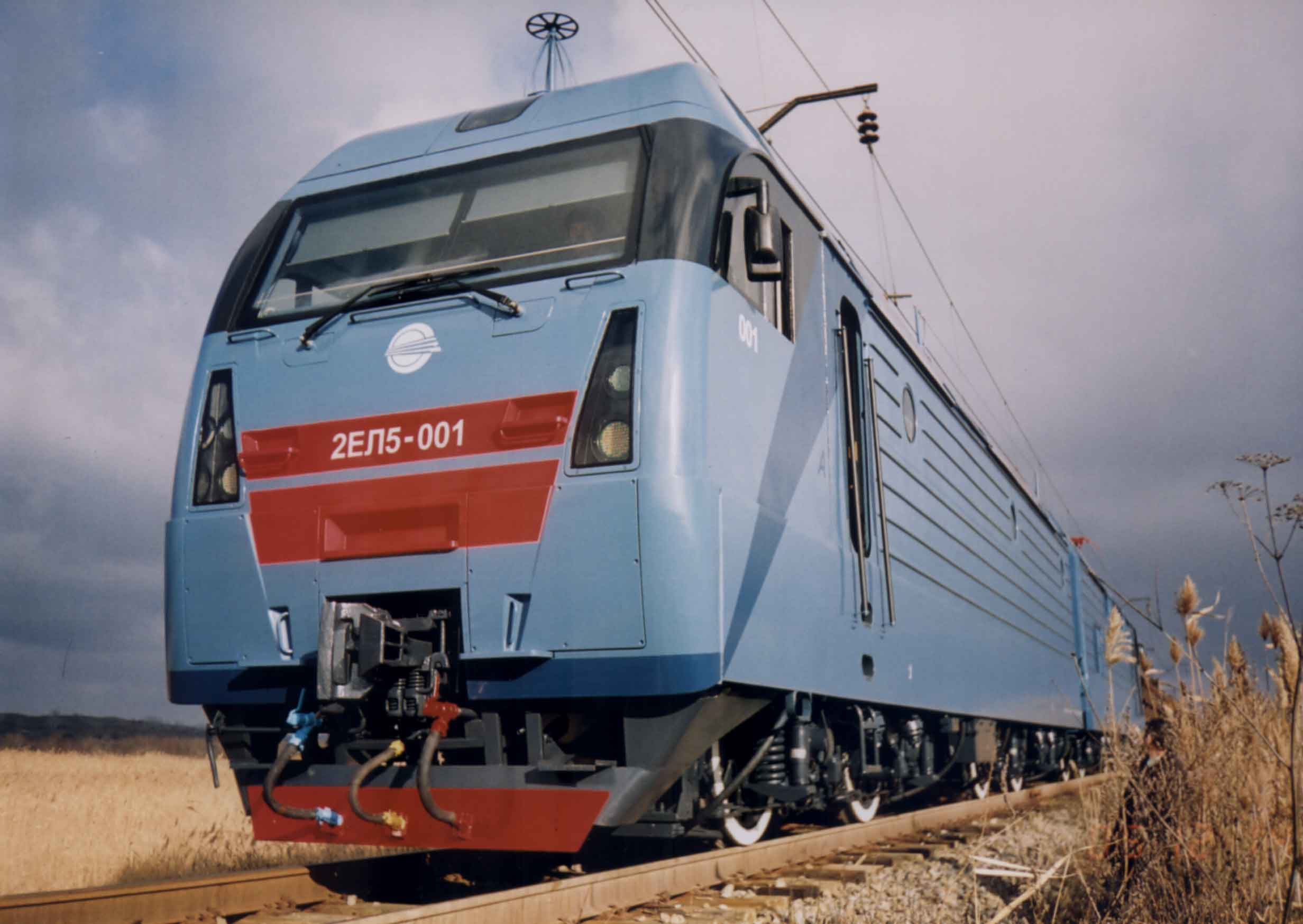
2EL5形

### 電車・気動車・路面電車
- EPL2T形直流電車[22]
- EPL9T形交流電車[23]
- DEL-02形気動車（ウクライナ語版）[24]
- LT-10形路面電車（ロシア語版）

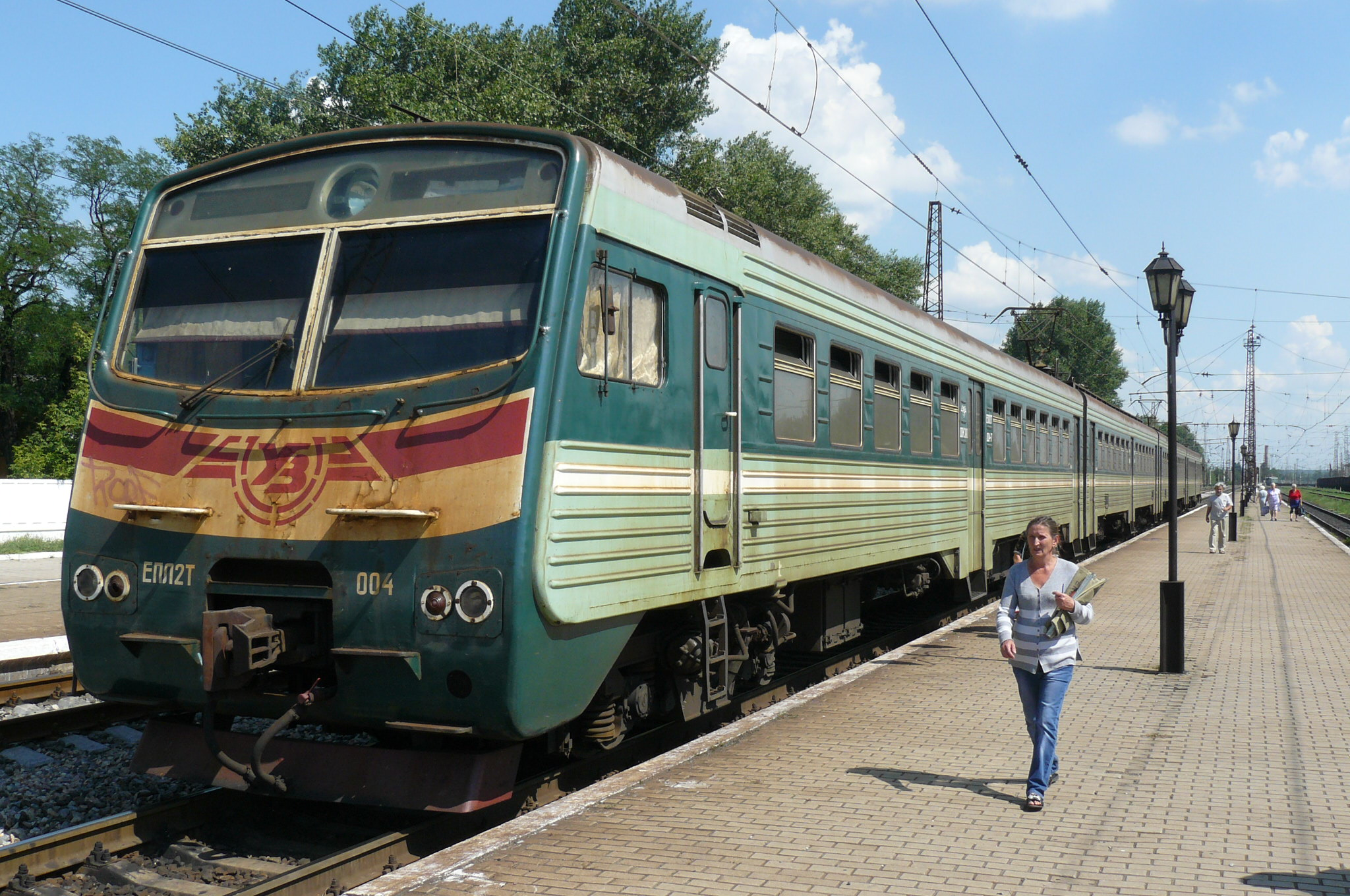
EPL2T形（初期型）
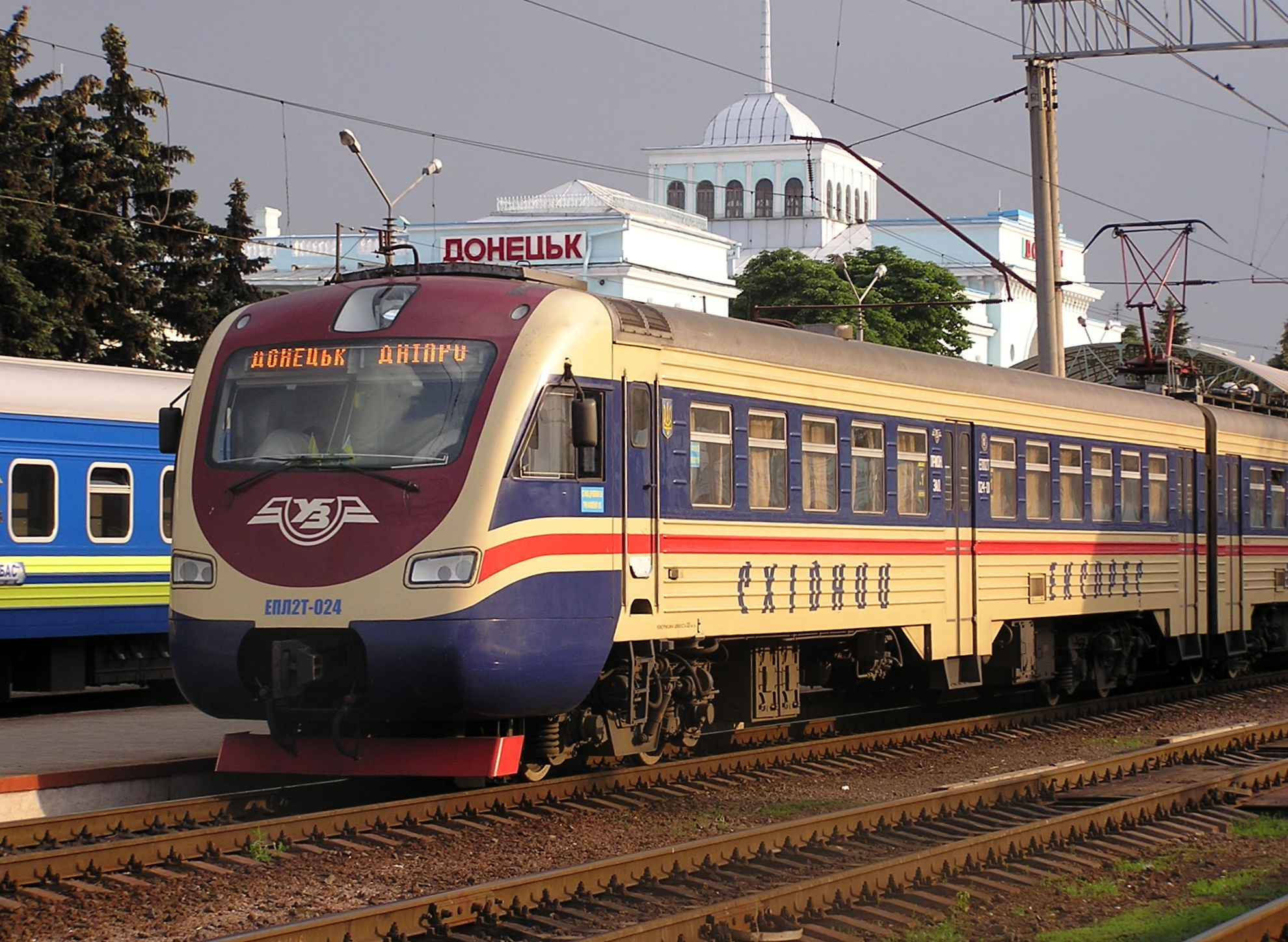
EPL2T形（後期型）
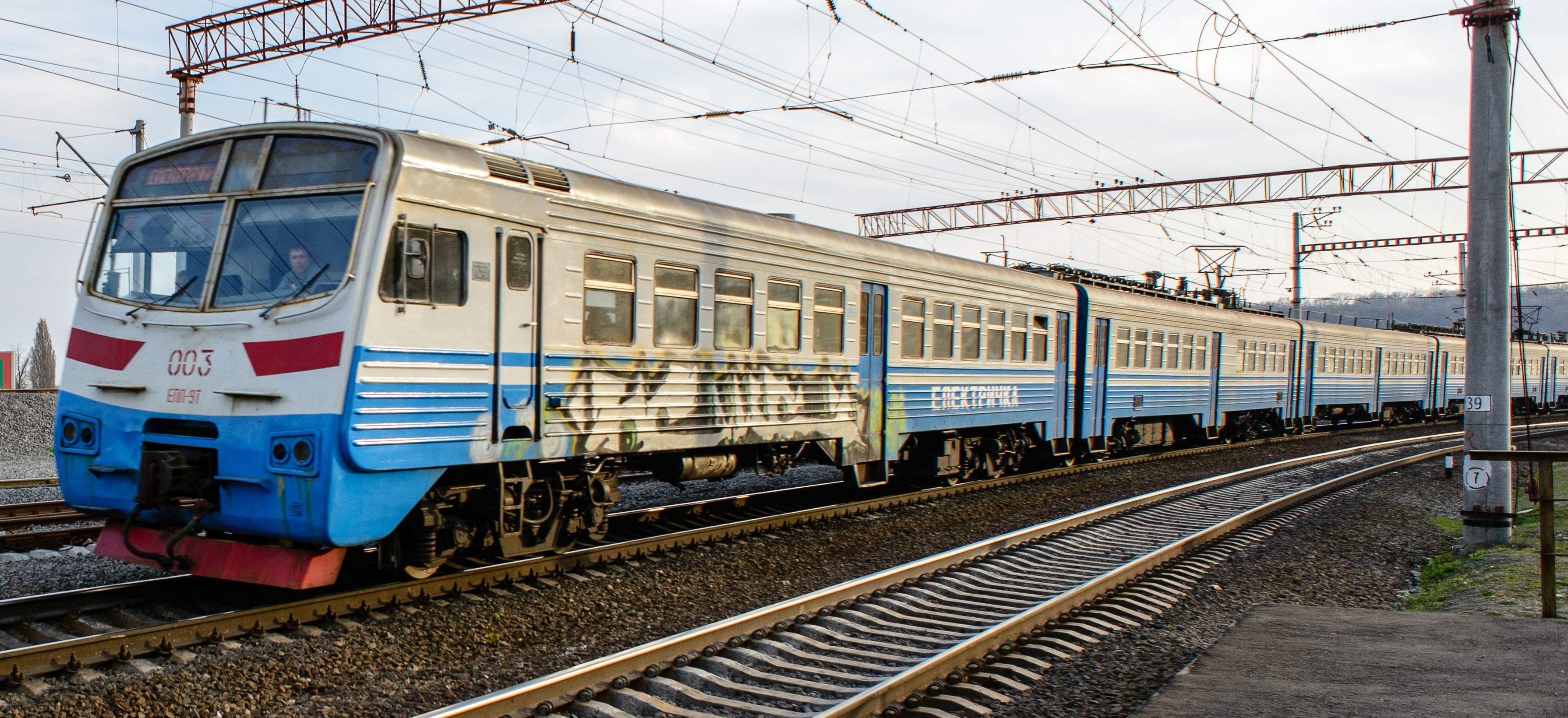
EPL9T形（初期型）
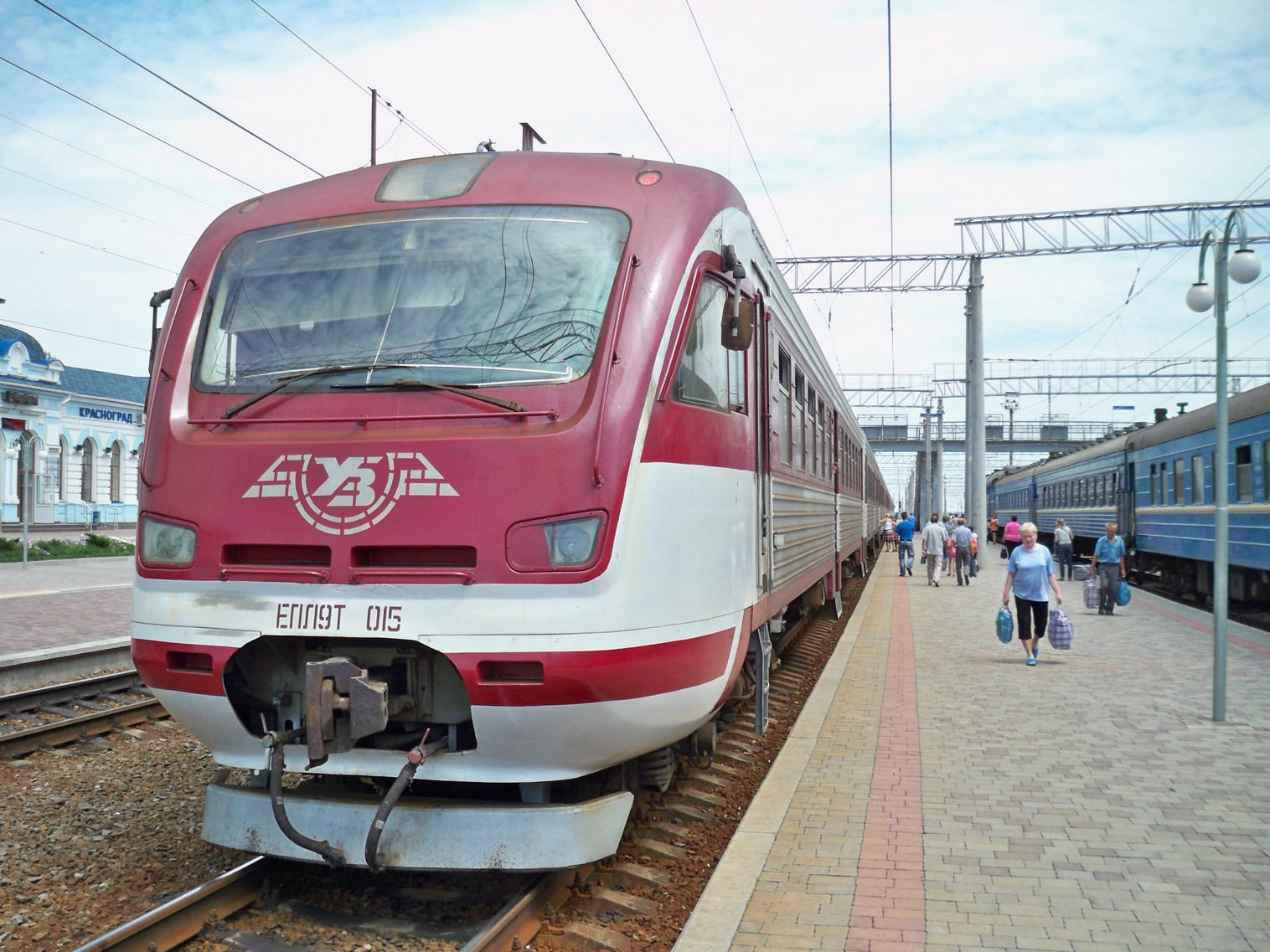
EPL9T形（後期型）
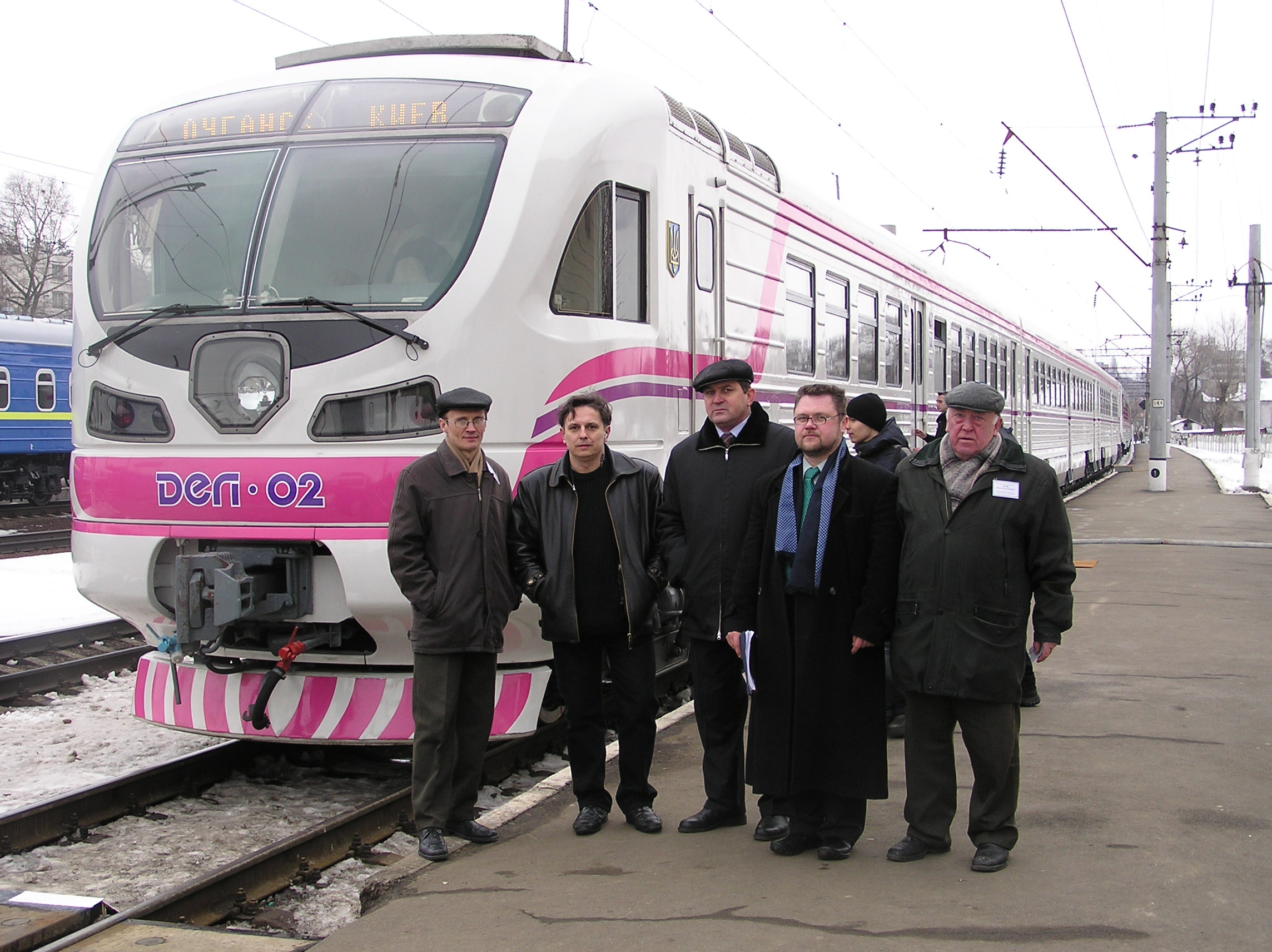
DEL-02形
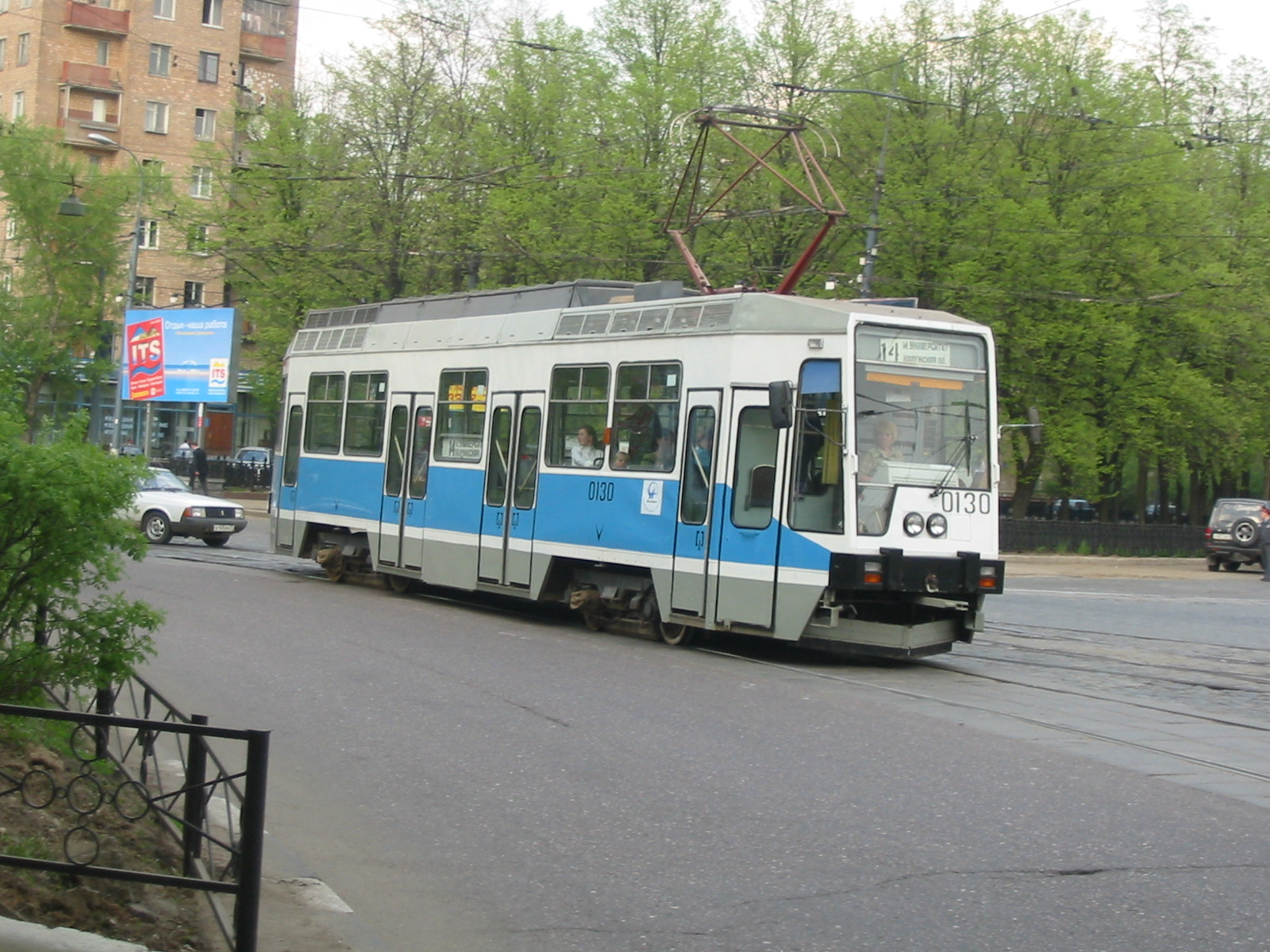
LT-10

## 表彰・勲章
115年以上の歴史の中で、ソ連時代・ウクライナ時代も含めルハンシクテプロヴォーズやその製品は政府や州、見本市などで表彰や勲章を80回以上獲得している。見本市における車両の出来栄えや用いられた最新技術のみならず、工場の高い技術、第二次世界大戦後の復興、障害者雇用なども高い評価を得ている。特にソ連時代には1947年にレーニン勲章を、1971年に十月革命勲章を受賞している。